# بلومزبري

موقع منطقة بلومزبري

بلومزبري هي منطقة في لندن بورو كامدن وسط لندن بين طريق يوستن وهولبورن. وقد طوّرت على يد عائلة راسل في القرنين السابع عشر والثامن عشر إلى منطقة سكنية عصرية. بلومزبري بها عدد من الهيئات والإدارات المركزية لجامعة لندن.

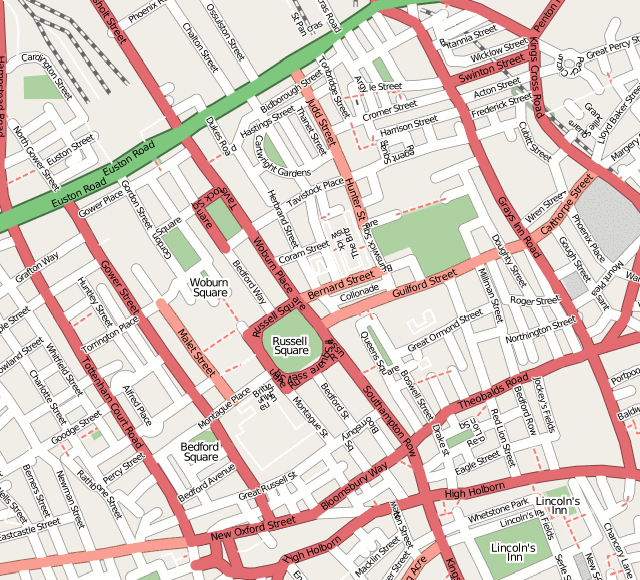
خريطة قطاع بلومزبري

## أعلام
- كاثرين تيت
- سيدني لي
- ديك إميري
- ناتان أودوا
- أغسطس ويلبي نورثمور بوجن
- جين إلين هاريسون